# John Milton (compositeur)
John Milton (1562-1647) est un compositeur anglais, père du poète John Milton. Ses compositions sont pour la plupart de caractère religieux. Courtier en finances de profession, il a également écrit de la poésie. Il passe l'essentiel de sa vie à Londres.

## Biographie
Jeune, il se convertit au protestantisme en conséquence de quoi son propre père, Richard Milton, le renie. Il s'installe à Londres vers 1583 pour travailler comme apprenti écrivain public. Son travail se rapporte principalement à des questions d'affaires et est souvent celui d'un usurier ou d'un courtier en finances,. Il s'inscrit à la Company of Scriveners (en) le 27 février 1599 et fonde peu après une famille. Il épouse Sara Jeffrey (c. 1572–1637) et réside dans Bread Street (en) à Londres avec les parents de sa femme. 
Le couple a six enfants dont trois parviendront à l'âge adulte : Anne, John (le poète) et Christopher (qui deviendra juge et sera plus tard anobli).
Comme son premier fils du même nom, Milton écrit de la poésie. On sait que deux poèmes ont été écrits : un sonnet et un poème dédié à John Lane — tous deux non-publiés. La principale activité créative de Milton cependant est de composer de la musique. Vingt compositions musicales ont été certifiées comme appartenant à Milton. Toutes sauf une de ses compositions contiennent un thème religieux. Milton parvient à publier ses œuvres dans la collection The Triumphs of Oriana publiée en 1601 par Thomas Morley, The Tears or Lamentations of a Sorrowful Soul de William Leighton en 1612 et The Whole Book of Psalms de Thomas Ravenscroft (1621), entre autres. D'autres œuvres ont survécu sous la forme de manuscrits conservés par John Browne, un greffier parlementaire, et Thomas Kyriell, un ami personnel du compositeur.
Les créations de Milton ont rendu la famille si aisée qu'il peut se permettre d'employer des tuteurs privés de langues classiques pour ses fils, et plus tard les envoyer à l'école et à l'université. Cette aisance financière a pour conséquence que son fils ainé, John Milton, n'a jamais eu besoin de travailler et a ainsi pu consacrer son temps à l'écriture. Milton s'assure également que son fils bénéficie d'une éducation complète en musique.
En 1631, Milton et sa famille déménagent de Bread Street à Hammersmith où il réside jusqu'à sa retraite en 1636. Par la suite, il emménage avec sa femme à Horton dans le Buckinghamshire. Cependant, Sara meurt peu après le 3 avril 1637 et est enterrée dans une aile de l'église paroissiale. Milton s'installe à Reading dans le comté de Berkshire en 1641 pour vivre avec son fils cadet, mais après le siège de Reading (en) il retourne à Londres où il vit avec son fils aîné, John Milton. Après la réconciliation de son fils avec son épouse, la famille s'installe au Barbican où il demeure jusqu'à sa mort et où il est enterré le 15 mars 1647 à St Giles-without-Cripplegate.